# Холдеман, Джо
Джо Холдеман (род. 9 июня 1943[…], Оклахома-Сити) — американский писатель-фантаст.

## Биография
Родился 9 июня 1943 года в Оклахома-Сити (штат Оклахома). В 1965 году женился на Мэри Гэй Поттер. В 1967 году окончил Мэрилендский университет в Колледж-Парке. Получил дипломы физика и астронома.
В том же году был призван в армию, участвовал во Вьетнамской войне, где был тяжело ранен. Награждён медалью «Пурпурное сердце». Вьетнамские впечатления легли в основу его реалистического романа «Год войны» (англ. War Year (1972).
Профессионально занимается литературой с 1970 года. Первая научно-фантастическая публикация — рассказ «Вне фазы» (1969).
После демобилизации, в 1975 году защитил диссертацию по специальности «свободные искусства» в Университете штата Айова, преподавал в том университете. Затем работал редактором в издательстве научно-популярной литературы. В настоящее время ведёт семестровые творческие курсы по научной фантастике в Массачусетском технологическом институте.
Проживает в Гейнсвилле (Флорида).
В своём творчестве Холдеман постоянно подчеркивает абсурдность и бесчеловечность войны, критикуя её с левых пацифистских позиций. Успех писателю принесла ранняя антивоенная фантастическая новелла «Герой» (1972), позже переделанная в самый известный его роман — «Бесконечная война» (англ. Forever War), за который он получил в 1974—1975 годах премии «Хьюго» и «Небьюла».
В 2010 году режиссёр Ридли Скотт объявил о подготовке сценария для фильма «Бесконечная война».

## Награды

### ПремияХьюго
- 1976 за роман «Бесконечная война» (англ. The Forever War, 1975);
- 1977 за рассказ «Трёхсотлетний» (англ. Tricentennial, 1976);
- 1991 за повесть «Мистификация с Хемингуэем» (англ. The Hemingway Hoax, 1990);
- 1995 за рассказ «Слепая любовь» (англ. None So Blind);
- 1998 за роман «Бесконечный мир» (англ. Forever Peace, 1997);

### Премия «Небьюла»
- 1975 за роман «Бесконечная война» (англ. The Forever War, 1975);
- 1990 за повесть «Мистификация с Хемингуэем» (англ. The Hemingway Hoax, 1990);
- 1993 за рассказ «Могилы» (англ. Graves, 1993)
- 1998 за роман «Бесконечный мир» (англ. Forever Peace, 1997);
- 2004 за роман «Камуфляж» (англ. Camouflage, 2004)

### Премия журнала «Локус»
Произведения автора 41 раз были номинированы на премию «Локус», но награду получили только 4:
- 1976 за роман «Бесконечная война» (англ. The Forever War, 1975);
- 1977 за рассказ «Трёхсотлетний» (англ. Tricentennial, 1976);
- 1995 за рассказ «Слепая любовь» из сборника рассказов None So Blind (1996);
- 1997 за сборник рассказов None So Blind (1996)